# Escombres-et-le-Chesnois
Escombres-et-le-Chesnois is een gemeente in het Franse departement Ardennes (regio Grand Est) en telt 282 inwoners (1999). De gemeente maakt deel uit van het arrondissement Sedan. Ten noorden van de hoofdplaats ligt het gehucht le Chesnois, dat bij deze gemeente hoort.

## Geschiedenis
Nadat het kanton Sedan-Est, waar Escombres-et-le-Chesnois onder viel, op 22 maart 2015 werd opgeheven werd de gemeente toegevoegd aan het kanton Carignan.

## Geografie
De oppervlakte van Escombres-et-le-Chesnois bedraagt 8,2 km², de bevolkingsdichtheid is 34,4 inwoners per km².
De onderstaande kaart toont de ligging van Escombres-et-le-Chesnois met de belangrijkste infrastructuur en aangrenzende gemeenten.

## Demografie
Onderstaande figuur toont het verloop van het inwonertal (bron: INSEE-tellingen).

Vanwege een beveiligingsprobleem met de MediaWiki Graph-software is het momenteel niet mogelijk deze grafiek weer te geven. Zodra de software is bijgewerkt zal de grafiek vanzelf weer zichtbaar worden.